# Schichtfugenhöhle (Kugelstein)
Die Schichtfugenhöhle bei Frohnleiten befindet sich in 405 m ü. A. im Kugelstein nördlich des Hauptortes von Deutschfeistritz und westlich von Badl, Steiermark in Österreich.

## Lage
Die Schichtfugenhöhle befindet sich am nördlichen Hang des Kugelsteins zwischen der Überhangshöhle im Westen und der Nischenhöhle im Osten. Der Zugang zur Höhle befindet sich in einer Felswand, rund 6 Meter über der Straße, welche um den Kugelstein herum nach Peggau führt.

## Beschreibung
Die rund 10 Meter lange Schichtfugenhöhle hat einen 10,6 Meter breiten und 1,6 Meter hohen Eingang. Ein leicht ansteigender Gang, welcher etwa gleich hoch und breit wie das Höhlenportal ist führt 3 bis 4 Meter in den Berg hinein. Die Höhle befindet sich an einer nach Nordwesten verlaufenden Schichtfläche des Schöcklkalkes.
Der Höhlenboden besteht nur im nördlichen Teil aus Lehmablagerungen und ist ansonsten felsig.